# Trần Tấn

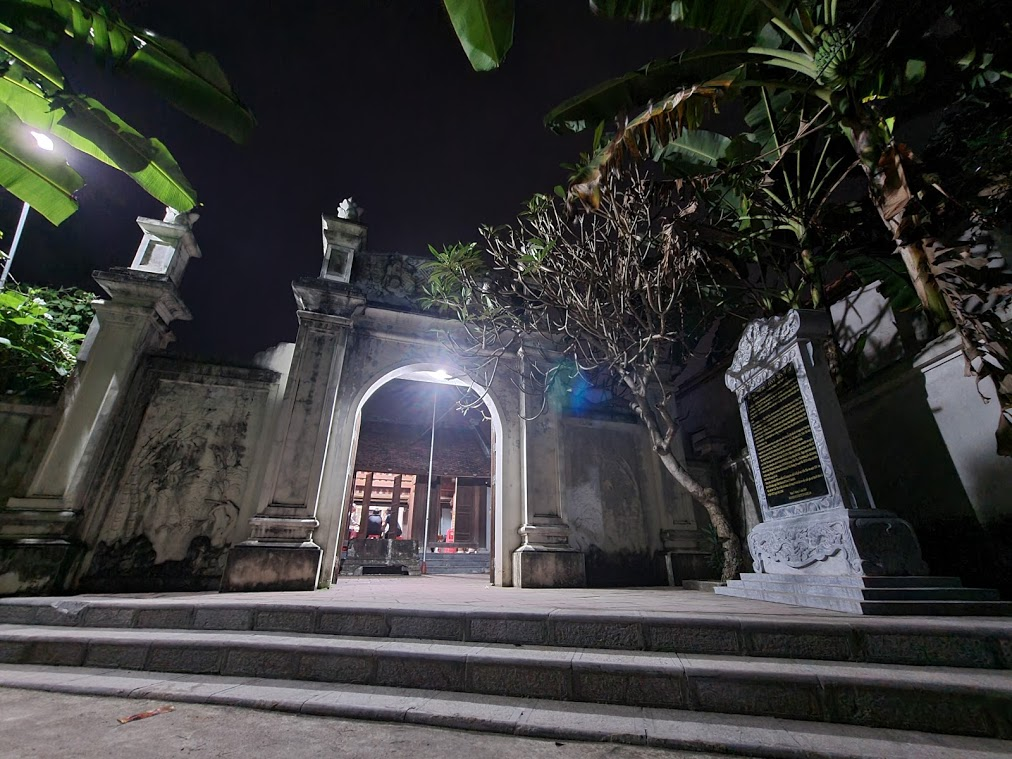
Nhà thờ Trần Tấn tại xã Thanh Chi - huyện Thanh Chương - tỉnh Nghệ An

Trần Tấn (陳瑨, ? - 1874) người thôn Trường Niên, xã Thanh Chi, huyện Thanh Chương, tỉnh Nghệ An. Là một thủ lĩnh của phong trào Văn Thân chống Pháp dưới thời Nguyễn.

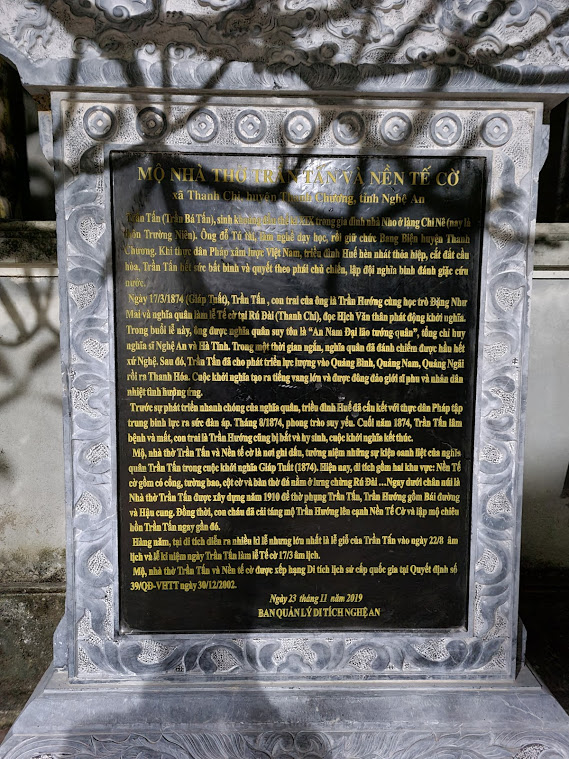
Bia đá trước cửa nhà thờ Trần Tấn

## Gia thế
Ông còn có tên gọi khác là Trần Bá Tấn, là người thuộc dòng họ Trần Đức. Ông thi đỗ Tú tài từ sớm, nhưng mấy khoa sau không đỗ cử nhân, về quê dạy học.
Ông là một trong những sĩ phu yêu nước kiên quyết chủ trương chống Pháp xâm lược và rất bất bình trước chính sách cắt đất cầu hòa, rồi đầu hàng của triều đình Huế.

## Kêu gọi đánh Pháp
Năm 1866, khi đang làm Bang biện ở Thanh Chương, ông tích cực ngăn chặn những hoạt động của những gián điệp đội lốt thầy tu xâm nhập trong nhân dân, điều tra tình hình phục vụ cho việc xâm lược của thực dân Pháp.
Năm 1873, thực dân Pháp chiếm đóng Hà nội và các tỉnh phía Bắc, ông đã cùng Đặng Như Mai, học trò của ông, và một số sỹ phu yêu nước khác đòi Tổng đốc Nghệ Tĩnh họp hội nghị bàn việc đánh Tây. Trong hội nghị ông cùng với Đặng Như Mai được mọi người nhất trí cử ra đứng đầu công việc chuẩn bị và tổ chức lực lượng chống Pháp. Vừa lúc đó triều đình Huế ký Hiệp ước 1874, nhượng bộ thực dân Pháp nhiều điều khoản nặng nề.

## Thủ lĩnh phong trào
Năm 1874, Trần Tấn cùng với con trai là Trần Hữu Hướng và các nghĩa sĩ tổ chức lễ tế cờ tại rú Đài, Chi Nê thực hiện cuộc khởi nghĩa chống lại thực dân Pháp và triều đình Huế, còn được biết đến là cuộc khởi nghĩa năm Giáp Tuất.
Hưởng ứng lời hịch "Bình Tây sát Tả" của cuộc khởi nghĩa, nhân dân và sĩ phu Nghệ Tĩnh đã rầm rộ nổi lên chống thực dân Pháp và triều đình Huế nhu nhược đầu hàng. Nghĩa quân đã chiếm được tỉnh lị Hà Tĩnh và làm chủ được hầu hết các vùng của Nghệ Tĩnh, trừ thành Nghệ An.
Trên đà thắng lợi, Trần Tấn và Đặng Như Mai chủ trương phát triển sang các tỉnh lân cận, nhưng quân triều đình bám sát tấn công từ nhiều phía, lại thêm khẩu hiệu "sát Tả", không đoàn kết được nhân dân Lương Giáo, bị kẻ địch ra sức lợi dụng, gây chia rẽ và phá hoại, cuối cùng thế lực của nghĩa quân yếu dần.
Tháng 3-1874, Trần Tấn và Đặng Như Mai phải rút về vùng núi phía tây Nghệ Tĩnh tiếp tục kháng chiến cùng với các thủ lĩnh khác như Trần Quang Cán, Nguyễn Vĩnh Khánh, Trương Quang Thủ, Nguyễn Cảnh Sỹ, Nguyễn Huy Điển,...
Tháng 9-1874, Trần Tấn phải vượt biên rút về Cam Môn (nay thuộc tỉnh Khăm muộn của Lào), ít lâu sau thì bị ốm và mất ở đó. Con ông là Trần Hướng tiếp tục kháng chiến, nhưng sau bị bọn tổng lý xã Hữu Bằng (nay là xã Sơn Bằng) huyện Hương Sơn bắt nộp cho Pháp. Còn Đặng Như Mai lên chiếm Phủ Quỳ lập căn cứ, sau bị nội gián bắt giao cho triều đình. Cả Trần Hữu Hướng và Đặng Như Mai đều bị xử tử, chém bêu đầu, tại thành Vinh.
Cuộc khởi nghĩa do Trần Tấn đứng đầu như vậy đã tan rã vào cuối năm 1874.
Cuộc khởi nghĩa này đã gây tiếng vang vào thời kỳ đó, nhưng vì trải qua nhiều thăng trầm và biến cố của lịch sử, cùng với chủ trương đường lối không có gì mới mẻ nên ít được để ý phân tích vào đời sau. Vì vậy ngày nay ít được biết đến. Ngày nay tên của Trần Tấn và Đặng Như Mai được dùng để đặt tên cho một số con đường ở Tp Vinh, Tp Hồ Chí Minh và một số nơi khác.
Tại quê hương của Trần Tấn, thôn Trường Niên xã Thanh Chi, huyện Thanh Chương, tỉnh Nghệ An vẫn còn di tích của cuộc kháng chiến năm nào, đó là Đàn tế cờ trên rú Đài và nhà thờ Trần Tấn họ Trần Đức. Các di tích này đã được Nhà nước công nhận là di tích lịch sử văn hóa.
Trần Tấn khi đứng ra khởi nghĩa tuổi đã cao, theo như những người trong dòng họ Trần Đức thì lúc ấy ông đã trên 70, tóc đã bạc nhưng chí khí và sức khoẻ còn dồi dào, nên nhân dân xưng tụng ông là An Nam Đại Lão tướng quân.

## Nhận định
Sử gia Trần Trọng Kim có lời nhận định về cuộc khởi nghĩa của Trần Tấn và Đặng Như Mai:
| “                | Tháng giêng năm Giáp Tuất (1874), là năm Tự Đức thứ 27, đất Nghệ An có hai người tú tài là Trần Tấn và Đặng như Mai hội tập cả các văn thân trong hạt, rồi làm một bài hịch gọi là "Bình Tây sát tả", đại lược nói rằng: "Triều đình dẫu hòa với Tây mặc lòng, sĩ phu nước Nam vẫn không chịu, vậy trước nhất xin giết hết giáo dân, rồi sau đánh đuổi người Tây cho hết, để giữ lại cái văn hóa của ta đã hơn 1000 năm nay, v.v..." Bọn Văn thân cả thảy độ non ba nghìn người, kéo đi đốt phá những làng có đạo. Nước ta mà không chịu khai hóa ra như các nước khác là cũng bởi bọn sĩ phu cứ giữ thói cũ, không chịu theo thời thế mà thay đổi. Nay sự suy nhược của mình đã sờ sờ ra đấy, thế mà vẫn cứ không chịu mở mắt ra mà nhìn, lại vì sự tức giận một lúc mà việc nông nổi càn rỡ, để cho thiệt hại thêm, như thế thì cái tội trạng của bọn sĩ phu đối với nước nhà chẳng to lắm ru! | ” |
| — Trần Trọng Kim | |   |